# Horst Wolf (Journalist)
Horst Wolf (* 6. Mai 1928 in Oberursel; † 23. Januar 2015 in Friedrichsdorf-Köppern) war ein deutscher Journalist. Er war stellvertretender Chefredakteur der Frankfurter Rundschau.

## Leben
Nach dem Zweiten Weltkrieg, in dem Wolf Flakhelfer war, begann er bereits im Herbst 1945 für die Nachrichtenredaktion der erstmals am 1. August 1945 erschienenen Frankfurter Rundschau zu arbeiten. Er gehörte damit zu den ersten Mitarbeitern der Tageszeitung. In der Redaktion nahm Wolf verschiedene Aufgaben wahr. So berichtete er unter anderem von den in Frankfurt stattfindenden Auschwitzprozessen. 1968 wechselte Wolf als Chefredakteur zu dem im Verlag Bärmeier und Nikel erscheinenden Test-Magazin DM. Nachdem die Auflage der Zeitschrift innerhalb eines Jahres um 35 000 auf 120 000 Stück sank, kehrte er wieder zur Frankfurter Rundschau zurück.
Der Herausgeber  Karl Gerold berief ihn 1973, neben Werner Holzer und Hans-Herbert Gaebel, zum Mitglied der Redaktionsleitung. Wolf war unter anderem Chef vom Dienst, Leiter der Nachrichtenredaktion und stellvertretender Chefredakteur. In den 1970er Jahren baute Wolf ein regionales Netz mit Außenredaktionen im Rhein-Main-Gebiet auf. Nach dem Tod von Hans-Jürgen Hoyer im September 1975 übernahm er für zwei Jahre das Lokalressort kommissarisch. Nach seinem Ruhestand 1994 zog er mit seiner Frau nach Mallorca.